# Komaeda Mitsuru
Komaeda Mitsuru (sinh ngày 14 tháng 4 năm 1950) là một cầu thủ bóng đá người Nhật Bản.

## Đội tuyển bóng đá quốc gia Nhật Bản
Komaeda Mitsuru thi đấu cho đội tuyển bóng đá quốc gia Nhật Bản từ năm 1976 đến 1977.

## Thống kê sự nghiệp
| Đội tuyển bóng đá Nhật Bản | Đội tuyển bóng đá Nhật Bản | Đội tuyển bóng đá Nhật Bản |
| Năm                        | Trận                       | Bàn                        |
| -------------------------- | -------------------------- | -------------------------- |
| 1976                       | 1                          | 2                          |
| 1977                       | 1                          | 0                          |
| Tổng cộng                  | 2                          | 2                          |